# عایشه درانی
عایشه درانی (زادهٔ میانه دهه ۱۱۵۰ خورشیدی - درگذشت ۲۶ میزان سال ۱۲۳۲ خورشیدی) از شاعران مشهور اهل افغانستان است.
دختر یعقوب علی خان توپچی باشی یکی از رجال قوم درانی بود.

## تاریخچه زندگی
عایشه درانی از زنان شاعر متولد کابل بوده که در عصر تیمورشاه درانی و پسران وی می‌زیست. در یکی از روزهای که تیمورشاه از جنگ بازمی‌گردد سروده را در وصف کابل می سراید. او مورد نوازش و تشویق تیمورشاه قرار می‌گیرد. عایشه دارای دیوان مکملی که آن را بتاریخ ۲۶ رجب سنه ۱۲۳۲ تمام نموده‌است می‌باشد. در سال ۱۲۶۱ چاپ خانه سرکاری دولت به امر امیر عبدالرحمن خان دیوان شاعر را که حاوی ۳۰۰۰ قطعه شعر در بخش قصاید غزلیات، مثنوی‌ها، مخمس و ترجیع‌بند، رباعیات و دوبیتی‌ها، و قطعات و شکواییه‌ها تنظیم شده‌است بچاپ رساند؛ که بعدا انتشارات شریعتی مربوط مردم هزاره و شیعه افغانستان به سرپرستی محمد ابراهیم شریعتی افغانستانی دیوان او را که حاوی ۳۸۶ صفحه و ۳۰۰۰ قطعه اشعار می‌باشد در ۳۰ عقرب سال ۱۳۸۶ در تهران بچاپ رساند.
دوست داران هنر زندگی این خانم فریفته علم و شاعری را به سه دوره تقسیم‌بندی نموده‌است.
1. مرحله نخست دوران غزل سرایی وسال‌های جوانی که در عهد تیمور شاه درانی گذشت.
2. مرحله دوم دوره سرایش شعرهایی با رنگ و بوی تصوف و عرفان است که مصادف با دوران جنگ‌های داخلی پسران تیمورشاه و حمله انگلیس به افغانستان است.
3. مرحله سومین آن، شامل مرثیه سرایی‌های پس از شکست سلسله درانی‌ها در افغانستان گفته شده‌است. چکامه و غزلیات عایشه بیانگر حالات روحی و ممثل زنده گی پرفراز و نشیب اوست.

عایشه در اخیر عمر به تلخ کامی زیست وهمه سروده‌های خود را دربارهٔ پسر جوان بیست و پنج ساله شهیدش اختصاص داد. چنانچه پیشتر گفته شد که درمراحل سومی، او مرثیه سرایی نمود؛ که از هرسه دوره زندگی وی اشعار باقی مانده‌است. عایشه نیز به اشعار حافظ شیرازی علاقه داشت و می‌کوشید اشعارش به سبک و سیاق لسان‌الغیب باشد. در کابل دختران و پسران اشعار حافظ را مقدس شمرده کوشش می‌نمودند تا این دیوان را حفظ نمایند؛ که پس از بوستان گلستان حفظ این دیوان درجه آخری تحصیلات بود و پس از آن خود به سرودن شعر می‌پرداخت که عایشه درانی از جمله همین دختران بود. کنون در کابل مدرسه دختران است که به نام عایشه درانی یاد می‌شود. این مدرسه تا کلاس دوازدهم می‌باشد.
نمونه قطعه شعر که در مورد پسر خود سروده‌است. عایشه درانی در روز پنج‌شنبه ۲۶ ماه میزان سال ۱۲۳۲ در کابل فوت نموده در اونچی باغبانان کابل مدفون گردید.
| بی تو ای مونس جان تخت سلیمان چه کنم |  | عمر خضر ار بودم حشمت خاقان چه کنم     |
| با تو در دوزخ سوزان بتوان زیست مدام |  | بی تو با حور جنان روضه رضوان چه کنم   |
| گرچه ابر کرم از چشمه حیوان بارد     |  | بس ببارد به سر و لوُ لوُ و مرجان چه کنم |
| نیست بر لوح بصر غیر خط زنگاری       |  | چون نبینم رخ تو یوسف کنعان چه کنم     |
| روز شب کردم و شب روز نیامد یارم     |  | عمر بر باد شد اکنون سر و سامان چه کنم |
| هر کسی کشته خود می‌درود آخر کار      |  | هستم از فعل بد خویش پشیمان چه کنم     |
| عایشه درد تو بگذشته ز قانون شفا     |  | چون علاجی نبود سعی به درمان چه کنم    |

قطعه غزل از عایشه درانی
| ساقی حدیث روح‌افزا می‌رود، بیا       |  | جشن بهار و سیر و صفا می‌رود، بیا  |
| گسترده‌اند فرش زمرد به صحن باغ      |  | فراش‌های باد صبا می‌رود، بیا       |
| گل‌های لون لون شکفته به هر طرف      |  | دلبر گشاده بند قبا می‌رود، بیا    |
| هر برگ گل گرفته به منقار بلبلی     |  | سیلاب غم زدیده رها می‌رود، بیا    |
| در هر چمن نشسته عروسان غنچه لب     |  | مشاطه را بگو که کجا می‌رود، بیا   |
| هنگام صبحدم همه خندیدند یکدگر      |  | کین پنج روزه صحبت ما می‌رود، بیا  |
| بلبل ز بوی گل شده از خویش بی‌خبر    |  | دیوانه وار بی سر و پا می‌رود، بیا |
| جوش گل است و وقت مل است و نسیم خوش |  | این فصل را خزان ز قفا می‌رود، بیا |
| شمشاد و سرو سر به ثریا کشیده‌اند    |  | معشوق کج نهاده کلاه می‌رود، بیا   |
| این موج آب و سایهٔ اشجار را نگر     |  | هر یک به عشوه‌های جدا می‌رود، بیا  |
| قمری و اندلیب وطیوران خوش الحان    |  | بر هر زبان ثنای خدا می‌رود، بیا   |
| خمخانه را به جوش و خروش در انتظار  |  | درکش که وقت نشو و نما می‌رود، بیا |
| مطرب بزن نوای عراق از فراق یار     |  | چون آهوی رمیده ز ما می‌رود، بیا   |
| افسوس چند روز در این گنبد سپهر     |  | بی وصل دوست عیش و هوا می‌رود، بیا |
| در هر فراز مست نسینی مشو مغرور     |  | تاج و ردای شاه و گدا می‌رود، بیا  |
| شاهان جم نشان همه خفتند به زیر خاک |  | از سینهٔ رباب صدا می‌رود، بیا      |
| کیخسرو و شجاع و فریدون و کیقباد    |  | دست تهی ز دار فنا می‌رود، بیا     |
| این طاق زنگار، وفا با کسی نکرد     |  | کارش همه جور و جفا می‌رود، بیا    |
| عایشه دل مبند برین دار بی‌ثبات      |  | غافل مشو که وقت دعا می‌رود، بیا   |